# Botanische Gärten der Villa Taranto

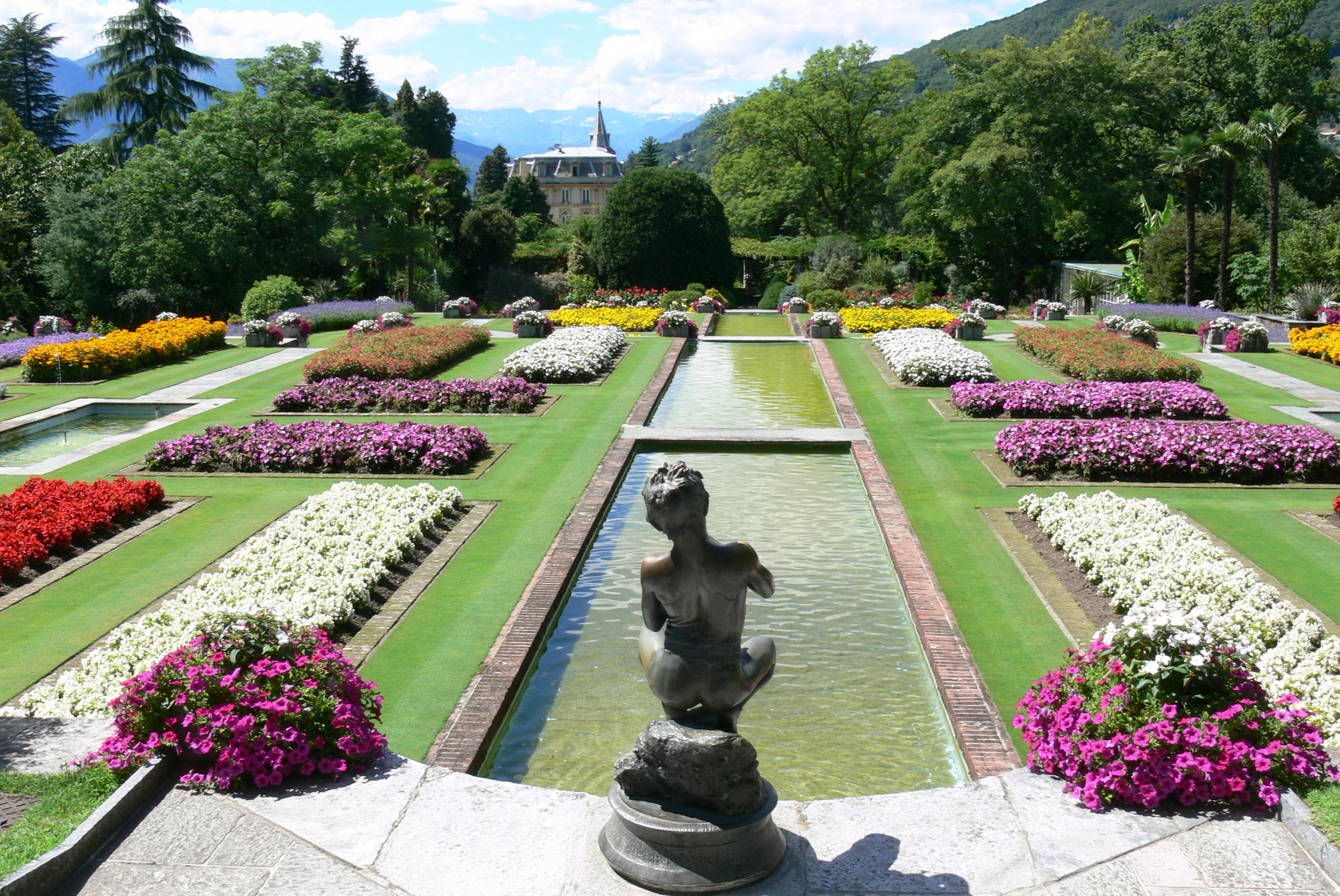
Die Fischerstatue und die Terrassengärten

Botanische Gärten der Villa Taranto (italienisch Giardini Botanici di Villa Taranto) ist der Name des Botanischer Gartens auf dem Grundstück der gleichnamigen Villa in Pallanza, einer Fraktion von Verbania am Lago Maggiore im Piemont. Der Garten, der seit 1952 für die Öffentlichkeit zugänglich ist, erstreckt sich auf der nordöstlichen Seite des Hügels Castagnola, der die Fraktionen Pallanza und Intra trennt.

## Geschichte
1931 kaufte der Schotte Neil Boyd McEacharn, Sohn einer wohlhabenden Familie von Reedern und Botanik-Enthusiasten, das Eigentum an der so genannten Villa La Crocetta, die 1870 von Graf Orsetti nach einem Entwurf von Augusto Guidini erbaut wurde.
Der Kapitän hatte die Verkaufsankündigung 1930 auf seiner Reise von Venedig nach London gelesen und impulsiv beschlossen, in Pallanza anzuhalten, um das Anwesen zu besichtigen. Bereits ein Experte für Gartenbau und Botanik, hatte er lange den Traum kultiviert, einen Garten einzurichten, der Exemplare aus der ganzen Welt beherbergen würde, auch aus tropischen und subtropischen Umgebungen. Seine Immobilien in England und Schottland waren aus klimatischen Gründen ungeeignet für die Verwirklichung seiner Bestrebungen.
Die Villa, die sich auf dem höchsten Punkt des Grundstücks auf etwa 350 m über dem Meeresspiegel befindet, ist ein dreistöckiges Gebäude mit einem zentralen Turm, umgeben von einem italienischen Garten mit zahlreichen Statuen zwischen geometrischen Blumenbeeten. Das Anwesen erstreckte sich bis an das Ufer des Sees.
McEacharn begann sofort mit der Renovierung der Villa, die in Villa Taranto umbenannt wurde, in Erinnerung an einen seiner Vorfahren, Étienne Jacques Joseph Alexandre MacDonald, 1. Herzog von Tarent, der von Napoleon Bonaparte den Titel Herzog von Tarant erhalten hatte. Der Garten wurde in einen Rasen mit einem zentralen Brunnen umgewandelt. Im Laufe der Zeit kaufte McEacharn mehrere Grundstücke rund um das Grundstück und erweiterte den Park auf die aktuelle Größe von 16 Hektar. Eine der ersten Maßnahmen war der Bau des Wassertanks, der sich am südöstlichen Hang des Gartens befindet und das komplexe Bewässerungssystem speist. Bei der Renovierung des Parks war die Zusammenarbeit mit Henry Cocker, einem erfahrenen Gärtner und Autor einiger Texte über Gartenarbeit, unverzichtbar, der, angefangen 1934, über mehrere Jahrzehnte und mit einer sechsjährigen Unterbrechung während des Zweiten Weltkriegs, die Arbeit zur Einrichtung des Parks, der 1952 von April bis Oktober für die Öffentlichkeit geöffnet wurde, abgeschlossen hat. Schon vor der Öffnung für die Öffentlichkeit hatte McEacharn ein dichtes Netzwerk von Beziehungen zu botanischen Universitätsinstituten auf der ganzen Welt aufgebaut, um die ausgewählten Samen auszutauschen.
1962 spendete Neil McEacharn das Kompendium «Villa Taranto» […] bestehend aus einem Gebäudekomplex und einem Park von etwa 16 Hektar, der mit Pflanzen und Blumen kultiviert wurde, von unschätzbarem botanischem Wert an den italienischen Staat, McEacharn behielt sich Nießbrauch vor. Nach dem Tod von McEacharn (18. April 1964) konnten Villa und Garten, die dann an den italienischen Staat übergeben wurden, vorübergehend nicht besichtigt werden. Die Villa ist seit 1995 Sitz der Präfektur Verbano-Cusio-Ossola.
In der Nacht des 25. August 2012 verursachte ein heftiger Tornado erhebliche Schäden am botanischen Garten. Etwa 300 Pflanzen wurden entwurzelt oder gefällt, Sträucher wurden zerrissen, Ausrüstung wurde zerstört. Die Gärten wurden daraufhin geschlossen und erst im März 2013 nach intensiver Arbeit wiedereröffnet.

## Der Park

### Eingang, Nadelbaumallee und Tal der Farne

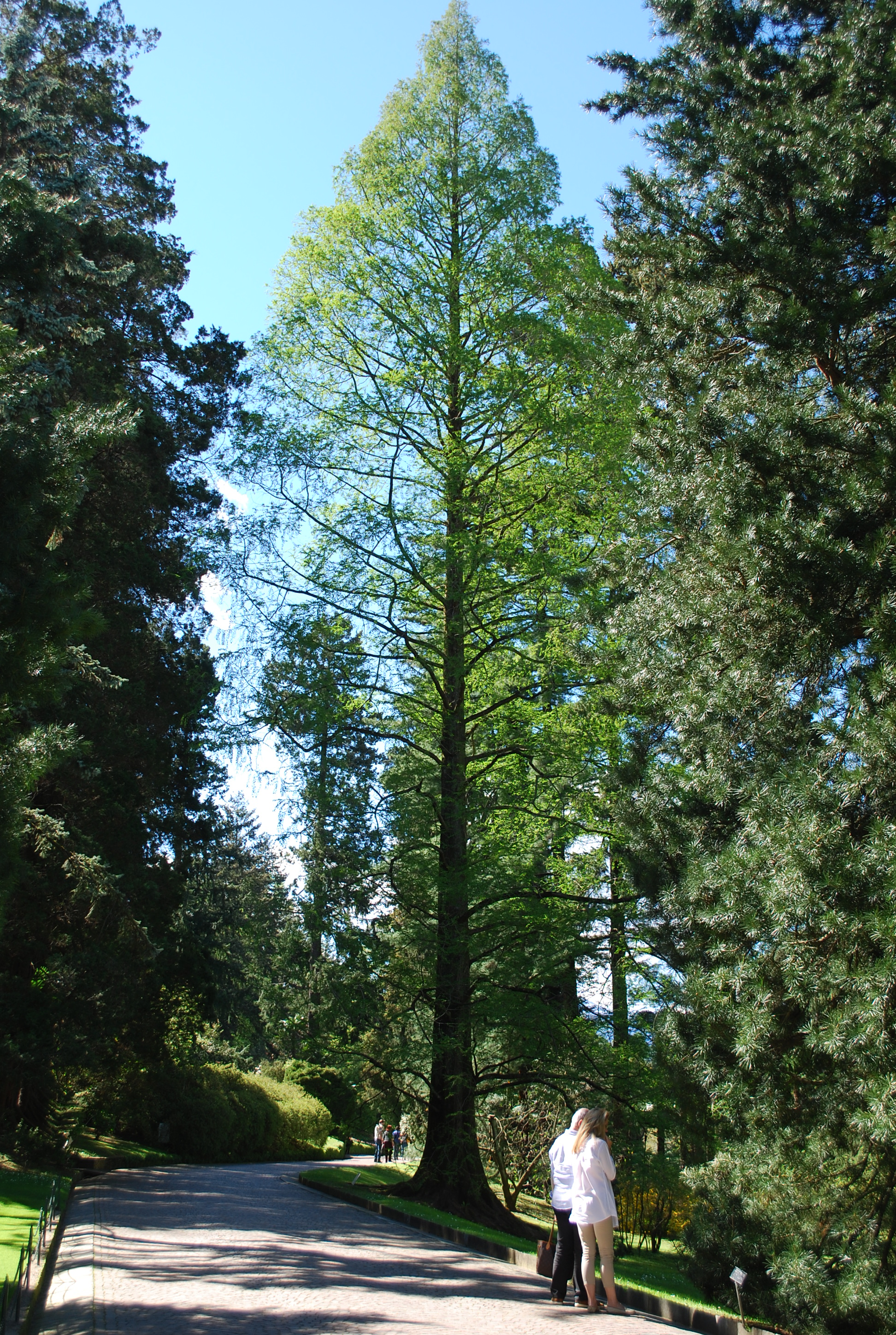
Blick auf die Nadelbaumallee mit einem Urweltmammutbaum. Die beiden im Park vorhandenen Exemplare wurden 1949 und 1950 gepflanzt.

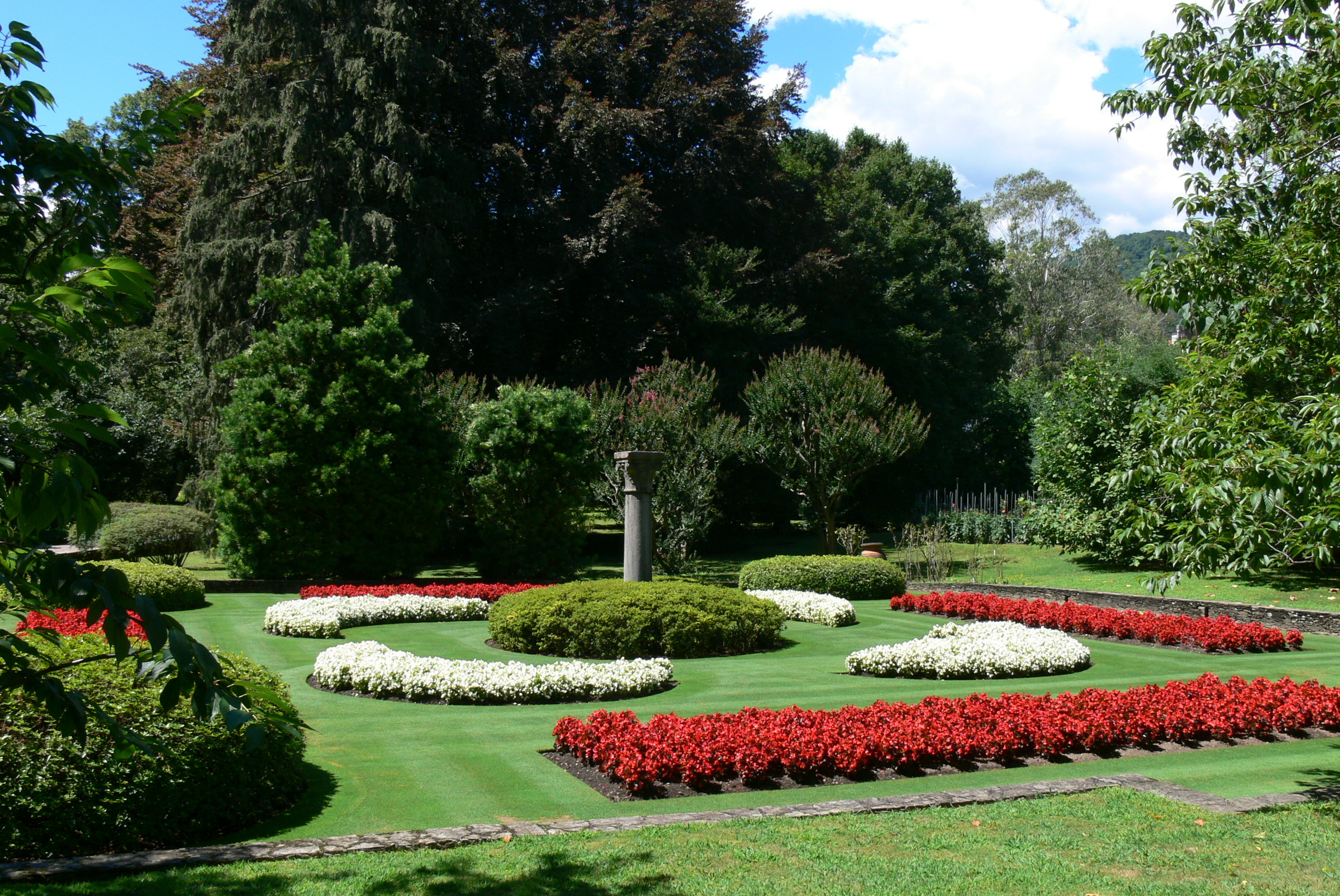
Der italienische Garten

Der Parkeingang überblickt die Verbindungsstraße zwischen Intra und Pallanza und befindet sich vor dem Bootssteg (Anlegestelle Villa Taranto). Schon vor dem Betreten fällt ein bemerkenswertes Exemplar einer Scharlach-Eiche auf, rund um den Parkplatz vor dem Eingangstor gibt es eine kleine Bibliothek, das Bar-Restaurant und den Ticketschalter, kurz nach dem Eingangstor befindet sich ein Kiosk für den Kauf von Pflanzen aus der Gärtnerei des Parks.
Nachdem Sie das Tor passiert haben, betreten Sie die Nadelbaumallee, die Exemplare aus aller Welt beherbergt, nach einem großen Exemplar der Weißtanne treffen Sie auf Exemplare von Cunninghamia lanceolata, Likiang-Fichte, Kaukasus-Fichte, Monterey-Kiefer, Lawsons Scheinzypresse, Stech-Fichte der Sorte Moerheim und der Sorte Koster, Pinus patula, Montezuma-Kiefer und zwei Schirmtannen, letztere sind sehr langsam wachsende Bäume, so dass die beiden großen Exemplare in der Allee von beträchtlichem Wert sind. Es folgen Exemplare von Küstenmammutbaum, Cryptomeria japonica und einige Exemplare Gewöhnlicher Douglasien, die eine Thujopsis dolabrata umgeben.
Die linke Seite der Nadelbaumallee zeichnet sich durch Blumenbeete aus, in denen sich bunte Saisonblumen abwechseln.
Im letzten Teil der Nadelbaumallee befindet sich rechts das Tal der Farne, zwischen den verschiedenen Farnen, die im Gewächshaus überwintern und die in der Öffnungszeit von der Allee aus zu sehen sind, stechen die Exemplare von Dicksonia antarctica hervor die McEacharn aus Australien mitbrachte, später kamen andere Pflanzen aus Tasmanien hinzu. Im Park gibt es 30 Exemplare.

### Der Puttenbrunnen, der abgesenkte Garten, das Labyrinth und das tropische Gewächshaus

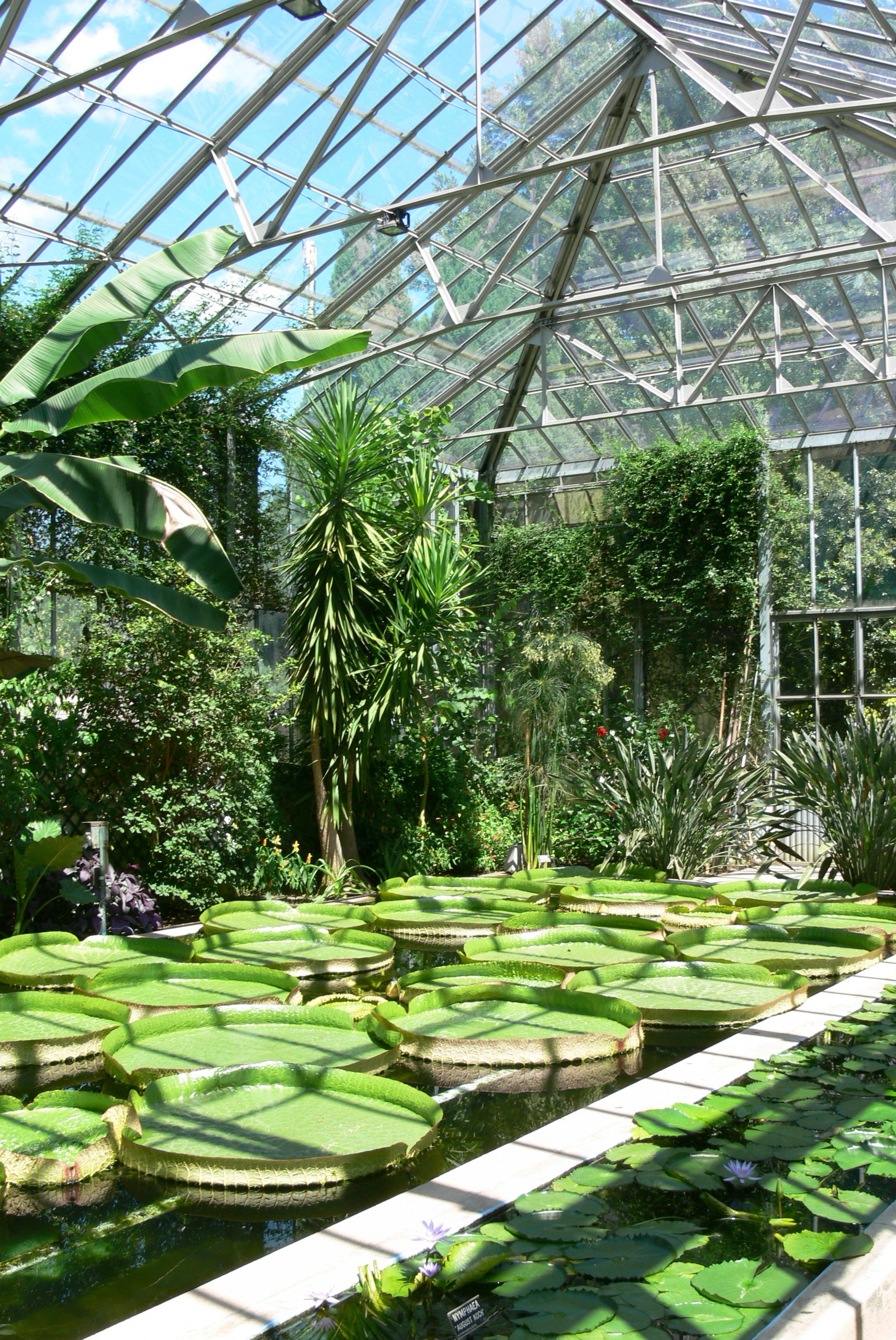
Das tropische Gewächshaus mit Blättern der Victoria cruziana

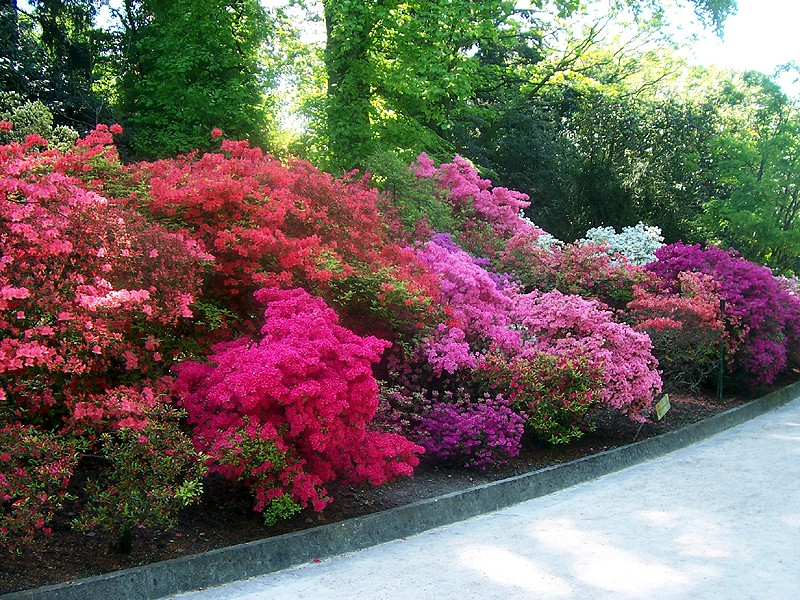
Ein Teil des Rhododendronwaldes

Am Ende der Nadelbaumallee erreicht man den Puttenbrunnen, ein vierlappiges Becken auf quadratischem Grundriss, umgeben von Blumenbeeten, die im Frühjahr kleine Blütenpflanzen beherbergen und im Sommer von den großen Blättern des Taro dominiert werden deren Rhizome jedes Frühjahr neu gepflanzt werden.
In der Nähe des Brunnens, in Richtung Tal, befindet sich ein Blumenbeet mit Cardiocrinum giganteum, einer im Himalaya heimischen Art. Nicht weit entfernt davon findet sich ein Exemplar von Pterocarya stenoptera. Gegenüber dem Brunnen befindet sich auf der rechten Seite der abgesenkte Garten, auch als italienischer Garten bekannt, dessen regelmäßige Blumenbeete farbenfrohe saisonale Blumen beherbergen.
Wenn Sie weitergehen, stoßen Sie auf das sogenannte Labyrinth, einen gewundenen Pfad, der im Frühjahr Blumenbeete mit 36 Ziertulpensorten für insgesamt etwa 80.000 Blumen in einer von McEacharn selbst entworfenen und von den Keukenhof-Gärten in den Niederlanden inspirierten Komposition beherbergt. Im Sommer machen die Tulpen Platz für 350 Dahliensorten, die in den Sommermonaten zu einer Attraktion im Park geworden sind.
Der gewundene Weg im Labyrinth führt zum Gewächshaus tropischer und subtropischer Pflanzen, das unter anderem die Victoria cruziana beherbergt, eine in Südamerika heimische Wasserpflanze, deren Blüte eine weitere Attraktion des Botanischen Gartens ist.
Im Gehölz rechts vom Gewächshaus ein Exemplar von Emmenopterys henryi, die erste Blüte dieser Pflanze auf dem europäischen Kontinent fand 1971 in Villa Taranto statt.

### Ahornallee, Rhododendren, Magnolien und Kapelle

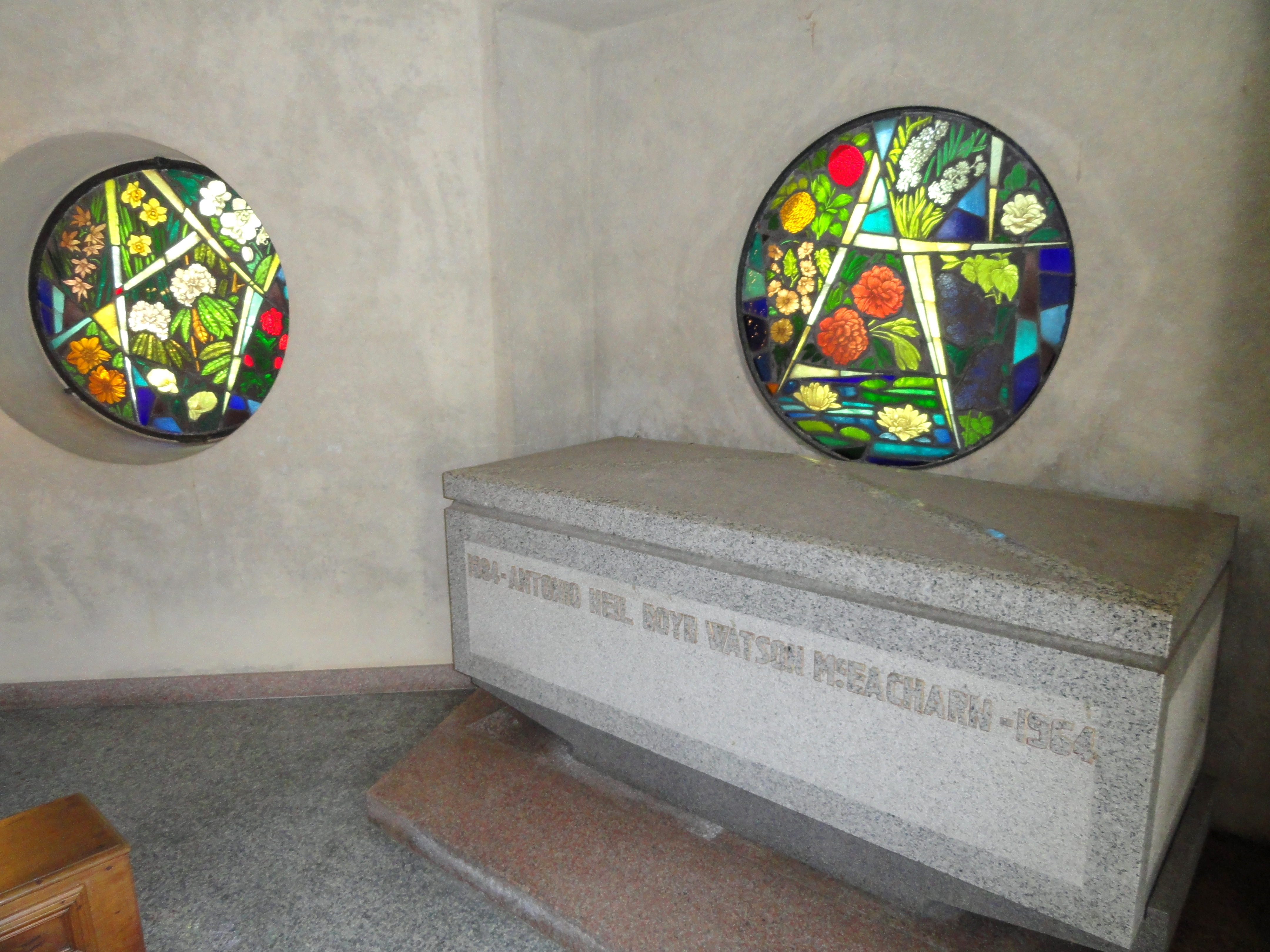
Das Innere des Mausoleums mit dem Grab von Captain McEacharn

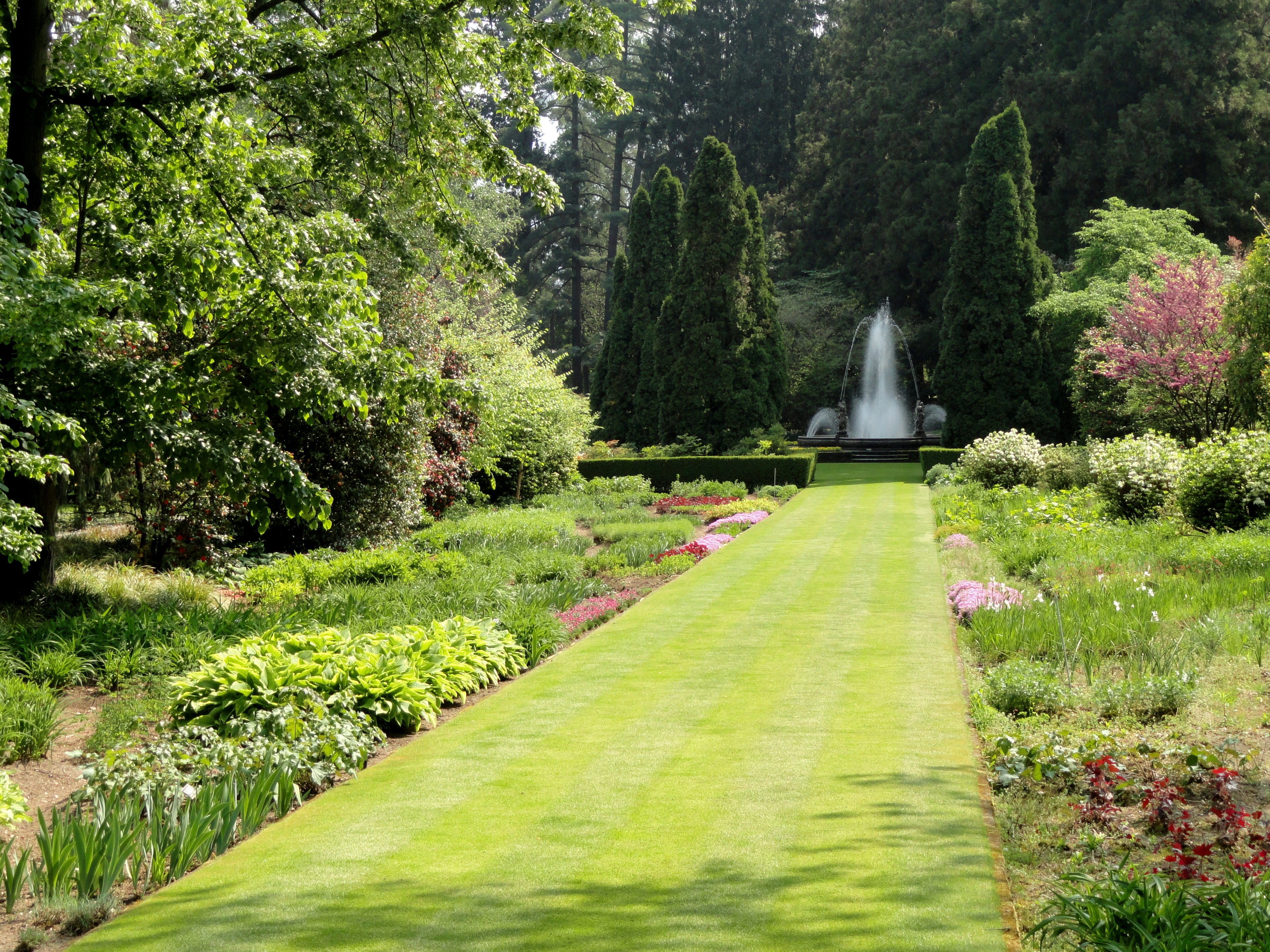
Die grasbewachsenen Grenzen

Vom tropischen Gewächshaus führt der Weg entlang der Ahornallee mit zahlreichen Arten aus aller Welt, verschiedene Sorten von Fächer-Ahorn, Japanischem Ahorn, Hainbuchenblättrigem Ahorn, einer Ahornart, die McEacharn gewidmet ist und die sich durch die rote Farbe der Blätter bereits im Frühling auszeichnet. In der Nähe der Ahornallee erreichen Sie das den Kamelien gewidmete Gebiet, von denen es im Park etwa 450 Pflanzen zahlreicher im Frühjahr und Herbst blühender Sorten gibt.

### Das Tal und die Villa
Über eine Treppe erreichen Sie den Teil des Gartens, der die beeindruckendsten Arbeiten erforderte, das sogenannte „Tal“, in dem Ausgrabungsarbeiten eine bereits bestehende Vertiefung erweitert haben, in der Regenwasser kanalisiert wird und die Hänge mit großen Granitblöcken verstärkt wurden. Eine steinerne Fußgängerbrücke mit einem einzigen Bogen von etwa 35 Metern Länge verbindet den Rasen vor der Villa mit den Terrassengärten. Am Eingang zum Tal befindet sich ein 1935 gepflanztes Exemplar eines Taschentuchbaums, im Tal sind die japanischen Bananenbäume windgeschützt, es gibt mehrere Paulownien-Arten, darunter ein Exemplar der seltenen Paulownia fortunei, die seit 1948 gedeiht. Weiter gibt es zahlreiche Blumenbeete verschiedener Funkien-Arten, die Hänge sind mit Fächer-Zwergmispeln bedeckt, die mit Ätna-Ginster durchsetzt sind. Von der Treppe des Tals kommen Sie auf das Plateau, auf dem sich die Villa befindet. Hier gibt es Blumenbeete mit saisonalen Blüten, ein junges Exemplar der Kaschmir-Zypresse sticht hervor.
Auf der linken Seite ist das Bibliotheksgebäude, das die Sammlung botanischer Texte von McEacharn beherbergt, auf Anfrage zu Studienzwecken zugänglich. Das Gebäude beherbergt auch die Verwaltungsbüros.

### Terrassengärten, Lotuswanne und blauer Garten
Nachdem Sie die Brücke überquert haben, betreten Sie eine halbkreisförmige Pergola, die zu den Seerosen- und Wasserpflanzenbecken führt. Auf der linken Seite, in der Nähe der Erfrischungsstelle, befindet sich ein Exemplar eines Choerospondias axillaris, einem eher seltenen Baum in europäischen Gärten. Es gibt drei Terrassen mit zahlreichen Blumenbeeten mit bunten saisonalen Blüten und Töpfen exotischer Pflanzen, die im Winter in Gewächshäusern gehalten werden. Die Terrassen werden von Wegen durchquert, die für die Öffentlichkeit gesperrt sind, dazwischen verläuft ein Kanal mit Wasserfällen. Auf der Spitze befindet sich eine Statue aus Bronze des neapolitanischen Bildhauers Vincenzo Gemito aus dem Jahr 1876.
Auf der linken Seite der Terrassen befindet sich der Lotusblumenkübel, der die Indische Lotosblume beherbergt, eine Pflanze, die für die buddhistische Tradition die Suche nach Erleuchtung symbolisiert und im Juni / Juli blüht. Etwas weiter befindet sich der sogenannte blaue Garten, eine Komposition, die sich durch blaue Blüten auszeichnet, die sich im Laufe der Monate abwechseln. Hinter dem Lotusbecken befindet sich der Heidegarten mit dem Denkmal für Captain McEacharn, das vom Porträtbildhauer Gualberto Rocchi geschaffen wurde.

### Sumpfgarten und Allee der Persönlichkeiten

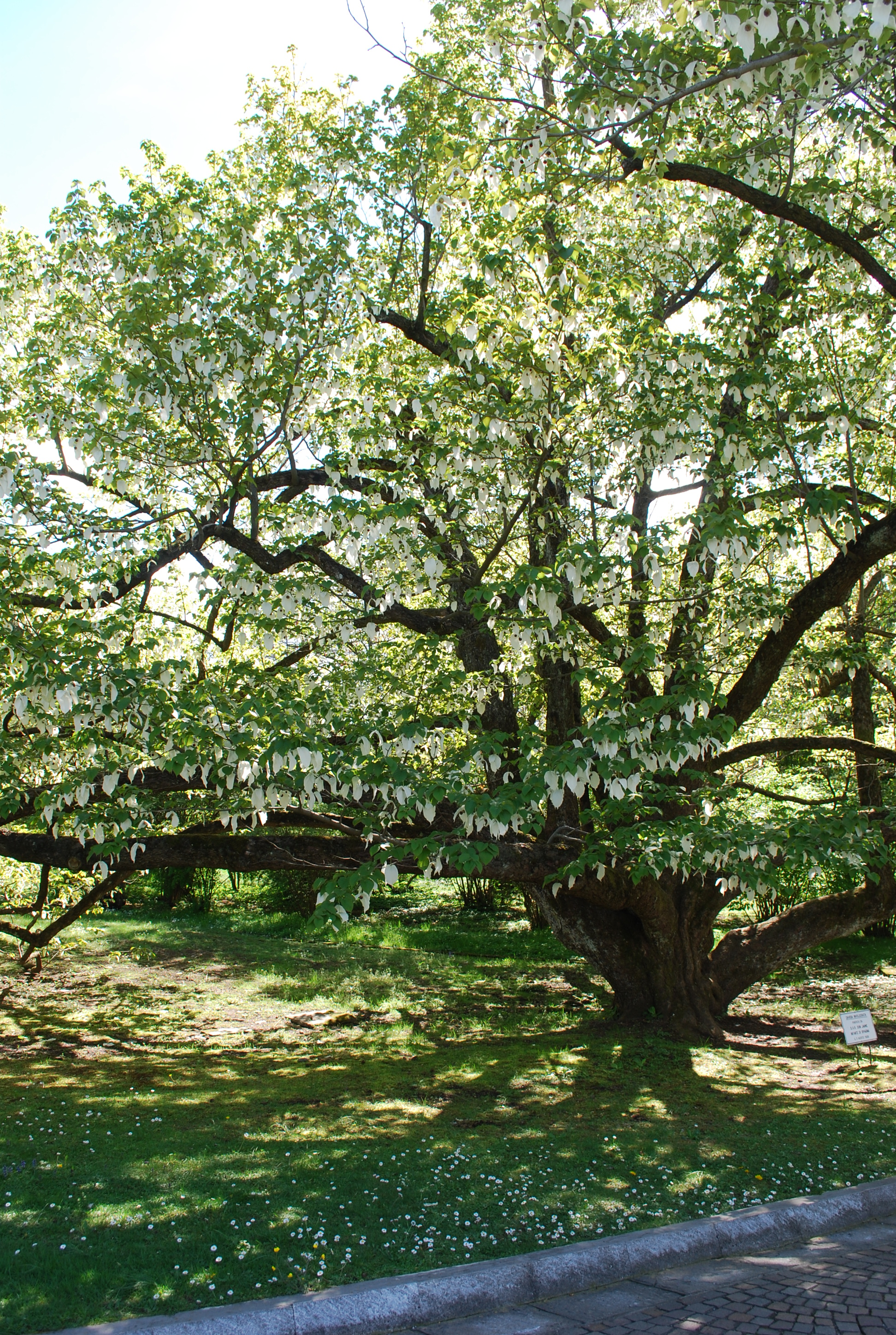
Das 1938 gepflanzte Exemplar des Taschentuchbaums

Wenn man das Hauptmannsdenkmal passiert und in die Persönlichkeitenallee einbiegt, gelangt man nach rechts zuerst in den Sumpfgarten mit dem halbrunden Seerosenbecken, dessen kleiner Bach von Farnen gesäumt wird.
Die Allee der Persönlichkeiten wird so genannt, weil sie zahlreiche Bäume beherbergt, die von bedeutenden Persönlichkeiten anlässlich von Besuchen in den Gärten gestiftet oder gepflanzt wurden. Unter ihnen sticht ein Exemplar des Taschentuchbaums hervor, das 1938 vom spanischen Herzog Jaime de Borbón y Battenberg gepflanzt wurde und inzwischen beträchtliche Ausmaße angenommen hat. Ein Cephalotaxus herringtonii wurde von deutschen Bundeskanzler Konrad Adenauer gepflanzt, der sich ebenfalls für Botanik begeisterte, eine Lawsons Scheinzypresse der Sorte Troubetzkoyana wurde zu Ehren von Paolo Troubetzkoy gepflanzt, einem italienischen Bildhauer russischer Herkunft, der in Ghiffa lebte, wo er in der Familienvilla (Villa Ada) einen Garten mit zahlreichen seltenen Arten angelegt hatte. Eine Rotbuche der Sorte Purple Fountain wurde von Carlo Azeglio Ciampi im Jahr 1985 gepflanzt.

### Wintergarten

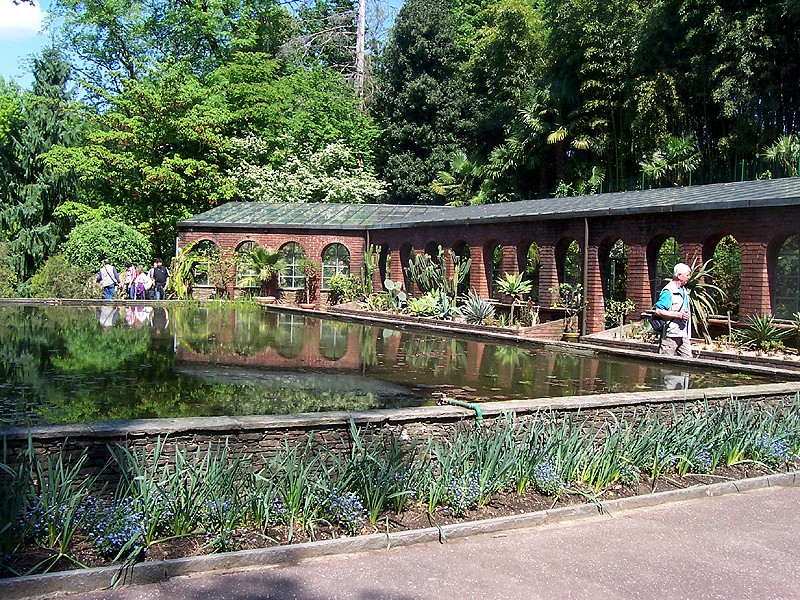
Der Wintergarten

Eine kurze Auffahrt, umgeben von verschiedenen Ahornarten, führt bergauf zu einem Backsteingebäude mit großen Fenstern, das Pflanzen beherbergt, die im Winter vor niedrigen Temperaturen geschützt werden müssen. Im Inneren sticht eine kleine Sammlung fleischfressender Pflanzen und anderer Pflanzen, die in tropischen Klimazonen heimisch sind, hervor: ein neuseeländischer Nadelbaum, eine Rimu-Harzeibe, ein Psidium cattleianum aus Brasilien und eine Pfefferpflanze, die in einem Gewächshaus selten Früchte trägt. Während der Eröffnungssaison wird die Sammlung von Sukkulenten außerhalb des Gewächshauses ausgestellt.

### Der Tempel, die Treppe der Amphoren und der Aussichtspunkt
Wenn Sie zur Hauptstraße zurückkehren, erreichen Sie den Tempel, einen kleinen Schrein, der einen Brunnen bedeckt. Ein vom Hurrikan entwurzelter Baum wurde in der Nähe aufbewahrt, um an die Schäden im Jahr 2012 zu erinnern. Die Route führt weiter bergab entlang der Kurven des Aussichtspunkts, von hier aus haben Sie einen schönen Blick auf die Stadt Intra und die umliegenden Berge. Die Größe der Amphoren ermöglicht es Ihnen, den Weg zu verkürzen, der schneller zur Nadelbaumallee führt.
Am Fuß des Hanges befindet sich in einer geschützten und feuchten Umgebung das Wasserpflanzenbecken, umgeben von Farnen, Funkien und Hortensien.

### Das Herbarium
Das Herbarium ist heute im Gebäude über dem Parkplatz ausgestellt, das einst das Wohnhaus des Obergärtners war.